# 스티브 포브스

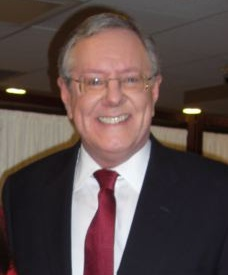
스티브 포브스

맬컴 스티븐슨 "스티브" 포브스 주니어(영어: Malcolm Stevenson "Steve" Forbes Jr, 1947년 7월 18일 ~ )는 미국의 기업인이자 정치인으로 세계적으로 이름 높은 비즈니스 잡지 《포브스》를 발행하며 1996년 미국 대통령 선거와 2000년 미국 대통령 선거에 공화당 후보로 나서기도 했다.
미국 뉴저지주 모리스에서 로버타 렘센과 맬컴 포브스의 아들로 태어나 1966년 브룩스 스쿨을 졸업하고 1970년 프린스턴 대학에 입학해 친구들과 첫 비즈니스 잡지를 창간했다.
1985년 로널드 레이건 대통령에 의해 이사회 국제 방송과 라디오 자유 유럽, 라디오 리버티의 책임자로 임명되었고 3년 간 뉴저지주의 소득세 30% 삭감에 대해 크리스틴 토드 휘트먼의 계획을 도왔고 1996년 아버지가 죽자 잡지 《포브스》를 물려받았다.
1996년 미국 대통령 선거에서 공화당 예비 후보 경합을 벌였으나 밥 돌이 승리했고 2000년 미국 대통령 선거에서도 마찬가지로 경합을 벌였으나 30%의 지지율과 194명의 의원만 얻은 채 조지 W. 부시에게 후보 자리를 내주었다.
2006년 12월 의료 업계의 이사회 옹호 단체인 프리덤월크스 기금에 합류했고 워싱턴 D.C. 기반의 영향력 있는 공공 정책 재단 연구소 이사회인 헤리티지 재단의 일원이 되었다. 우파 방송 폭스에도 자주 토론자로 등장하며 2007년 3월 28일에 2008년 미국 대통령 선거의 국민 공동 위원장과 선임 정책 고문인 루돌프 줄리아니의 선거 운동에도 합류했다.
2009년 4월 30일 스티븐슨 대학에서 경제학 명예 학사 학위를 받았고 2010년 1월 7일 폴 커먼 웰스가 포브스가 켄터키주의 상원 의원 공화당 후보로 결정되었음을 발표했고 2010년 1월 28일 플로리다 주의 공화당 상원의원 후보 마코 루비오에게 지지를 표시했다.
현재 애리조나주의 공화당 후보로 재선되기 위해 현직 공화당 상원 의원 존 매케인의 승인을 받고 있으며 1999년 ~ 2006년까지 700만 달러의 정치 기부금을 15차례에 걸쳐 모아 공화당에 기부했다.